# WrestleMania XXVII
WrestleMania XXVII — двадцать седьмая по счёту WrestleMania, PPV-шоу производства американского рестлинг-промоушна World Wrestling Entertainment (WWE). Мероприятие прошло 3 апреля 2011 года в «Джорджия Доум» в Атланте, Джорджия, США.
Это шоу стало последним, которое рекламировалось под полным названием промоушна World Wrestling Entertainment. После этого компания совершила ребрендинг и стала называться строго по аббревиатуре — WWE. Дуэйн «Скала» Джонсон выступил в качестве ведущего мероприятия.
Билеты на главное шоу компании начали продавать 13 ноября 2010 года. По данным квартального отчета WWE WrestleMania XXVII по системе PPV была продана 1 059 000 раз, что существенно больше, чем в прошлом году. Шоу посетило 71 617 человек и принесло компании валовой доход в 6,6 млн долларов США.

## Превью

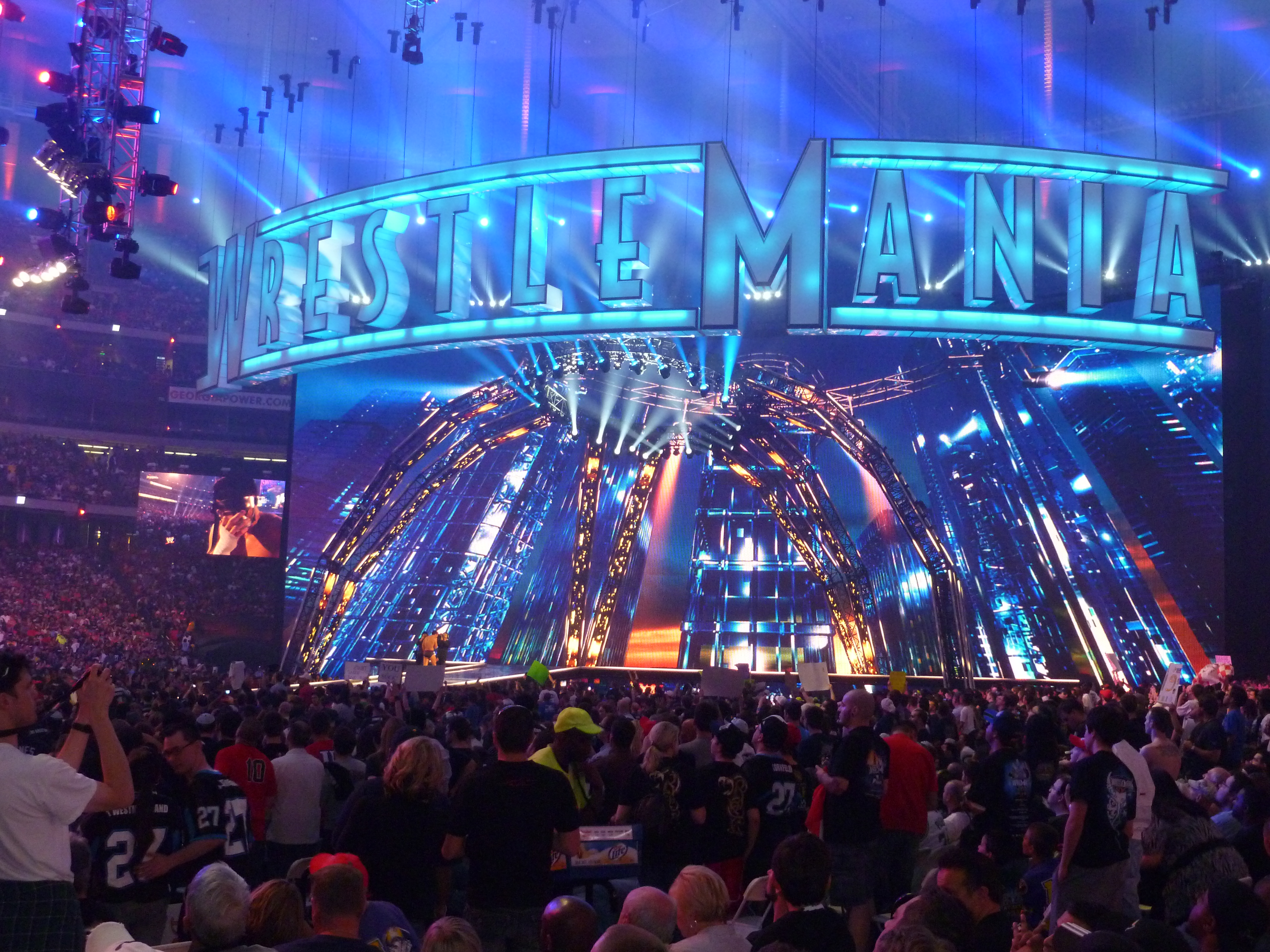
Внешний вид арены в день шоу с логотипом Wrestlemania

WrestleMania считается флагманским шоу WWE и является ключевой торговой маркой компании. Традиционно помимо самого шоу WWE в сотрудничестве с местными властями организует «Неделю Реслмании» — серию развлекательных мероприятий, призванных подогреть интерес к событию и привлечь новую аудиторию. За неделю до главного события в Атланте прошли ежегодный фестиваль WrestleMania Axxess, церемония введения в Зал славы WWE и другие активности для фанатов.
Главным противостоянием на RAW был сюжет вокруг чемпионства WWE. Вражда между чемпионом Мизом и Джоном Синой началась на Royal Rumble, когда Мизанин устранил Джона из Королевской битвы. Чуть позже в их противостояние вмешался «Скала» Дуэйн Джонсон. За неделю до февральского PPV на RAW ведущий Рестлмании публично осмеял обоих. На Elimination Chamber Джон официально стал претендентом на титул чемпиона WWE. На следующий день на RAW последовала реакция на выступление Скалы. Миза не впечатлила речь Джонсона, а Сина отличился, зачитав дисс на Скалу, и обвинил Дуэйна в том, что тот променял карьеру в WWE на актерскую деятельность. Во время RAW 28 февраля Скала ответил Джону по спутниковой связи. Ведущий Реслмании заявил, что его Голливудская карьера помогла таким, как Сина и Миз, открыть дорогу в кино. На том же шоу чемпион WWE возмутился тем, что Скала адресовал ответ именно претенденту, а не главной звезде компании. Сина отреагировал на слова Миза, вынудив того дать согласие на матч в клетке с карьерой Алекса Райли на кону. В мейн-ивенте Джон победил Райли и  оставил чемпиона без протеже. 14 марта на RAW Скала вновь выступил с речью по видеосвязи и пообещал ответить на все оскорбления, анонсировав появление вживую на последнем выпуске шоу перед Реслманией. На следующей неделе вернулся Алекс Райли, но уже в статусе вице-президента отдела по корпоративным связям. Он вручил Мизу чемпионский пояс в обновлённом дизайне (с перевёрнутым логотипом компании), после чего обоих атаковал Сина. На эпизоде RAW от 28 марта появился Дуэйн Джонсон и вступил в конфронтацию с участниками мейн-ивента Рестлмании. После обмена колкостями началась потасовка, которая завершилась избиением Миза и Алекса Райли. Однако после этого Сина атаковал Скалу коронным приёмом.
Другим крупным сюжетом стал конфликт между Гробовщиком и Трипл Эйчем. На RAW 21 февраля после продолжительного отсутствия из-за травмы руки вернулся Гробовщик. Но его выступление прервало возвращение другой легенды WWE — Игрока. Не произнеся ни слова, они многозначительно посмотрели на логотип Реслмании, висевший над рингом. Фактически Хантер бросил вызов Гробовщику на главное шоу года, намереваясь прервать его беспроигрышную серию. Для Трипл Эйча этот поединок был реваншем за WrestleMania X-Seven, где он уже проигрывал Гробовщику. Позже официальный сайт WWE узаконил матч между ними на WrestleMania XXVII. 28 февраля во время RAW Игрок подтвердил, что его основная цель — прервать серию Гробовщика. На RAW от 28 марта легенды снова встретились лицом к лицу, но их прервал Шон Майклз, год назад проигравший карьеру Мертвецу на Реслмании. Он осадил Трипл Эйча, усомнившись, что тот способен прервать знаменитую серию. Гробовщик вмешался в перепалку, предложив прислушаться к Майклзу. Он назвал Шона «униженным человеком», за что тот попытался провести коронный приём Мертвецу. Гробовщик парировал удар и вышел на свой финишный приём, но драку остановил Игрок. Он попытался получить от Майклза ответ на вопрос, почему именно он закончит беспроигрышную серию. Но Шон ничего не ответил и покинул ринг, намекая на неизбежное поражение Хантера на главном шоу года.
Матч за чемпионство мира в тяжёлом весе определился уже 31 января. Альберто Дель Рио как победитель Royal Rumble выбрал титул чемпиона мира в тяжёлом весе, которым в то время владел Эдж. Претендент периодически вступал в стычки с чемпионом, но тому ещё предстояло защитить титул на  Elimination Chamber. Сразу после победы Эджа на PPV Дель Рио атаковал обладателя титула. На его защиту вышел давний командный партнёр чемпиона Кристиан, совершив возвращение после травмы. В течение месяца после Elimination Chamber Дель Рио вместе с телохранителем Бродусом Клэем периодически нападал на Эджа. Ему на помощь приходил Кристиан. Между ним и Альберто даже прошёл матч в клетке на Smackdown от 18 марта. Кристиан сумел победить в этой схватке и пообещал быть в углу Эджа на Реслмании.
Ещё одним значительным сюжетом стало противостояние Рэнди Ортона и СМ Панка. На Royal Rumble Панк атаковал Ортона во время матча за титул чемпиона WWE, повлияв на финальный исход. На следующий день на RAW Ортон начал мстить группировке СМ Панка, атаковав Майкла Макгилликати и Хаски Харриса, нанеся последнему сюжетную травму. 7 февраля во время RAW лидер Нового Нексуса оправдал свой поступок «местью» за подлую атаку на Unforgiven в 2008 году. Тогда из-за нападения Ортона Панк был вынужден сдать титул чемпиона мира в тяжёлом весе и не смог вернуть его впоследствии. На RAW от 28 февраля Анонимный генеральный менеджер объявил о назначении матча между Панком и Ортоном на Реслмании. Кроме того, генеральный менеджер сообщил, что каждую неделю Рэнди будет сражаться с одним из членов Нового Нексуса. Если Ортон проиграет, его оппоненту будет разрешено находиться в углу Панка. В обратном случае присутствие участника Нового Нексуса во время матча будет запрещено. Ортон ни разу не проиграл, оставив Панка сражаться на главном шоу года в одиночестве. На RAW от 21 марта СМ Панк использовал жену Рэнди как приманку, чтобы заманить того в ловушку на парковке и повредить ему колено. На последнем RAW перед Реслманией рестлеры схлестнулись в жёсткой драке, которая завершилась победой лидера Нового Нексуса.
Также на Реслмании получил продолжение конфликт между комментаторами RAW. На декабрьском PPV TLC Джерри Лоулер сражался с Мизом за чемпионство WWE. В момент когда Джерри полез по лестнице за подвешенным над рингом титулом неожиданно вмешался Майкл Коул, не дав коллеге по цеху победить. Напряжение между комментаторами долгое время росло, особенно учитывая постоянные дифирамбы Коула в адрес Миза. 21 февраля на RAW Майкл брал интервью на ринге у Лоулера по итогам Elimination Chamber, где Джерри вновь проиграл титульный бой. Коул заявил, что мечтам Лоулера отправиться на Реслманию не суждено сбыться. В итоге он пересёк черту, оскорбив недавно умершую мать Джерри. Тогда Лоулер бросил вызов Майклу на матч, но тот отказался и сбежал с арены. Через неделю на RAW Коул объявил, что готов выйти на поединок с Джерри при двух условиях — его тренер Джек Суэггер будет присутствовать во время матча, и Майкл выберет особого судью для их боя. Лоулер принял требования оппонента. На RAW от 7 марта Коул пригласил Джона Лейфилда для подписания контракта на его участие в качестве рефери. Однако ему помешал вернувшийся после долгого перерыва Стив Остин, который вырубил Джей Би Эла и подписал документ, узаконив себя в статусе специального рефери. В последующие недели Коул продолжил оскорблять Лоулера. На RAW от 14 марта он пригласил его сына Брайана, чтобы тот обличил своего отца. После ряда обличительных фраз он дал пощечину Лоулеру и покинул ринг. На защиту Джерри вышел его старый друг Джим Росс, но его атаковал Суэггер. Всё это добавляло мотивации Лоулеру на грядущий поединок против Коула.
К матчу на Реслмании привело противостояние между Реем Мистерио и Коди Роудсом. На январском выпуске Smackdown Рей боролся на ринге с Коди и по сюжету сломал нос противнику. После возвращения Роудс носил маску и всячески прятал лицо. Он обвинил Рея в «разрушении» его образа, а также в том, что из-за восстановления после операции он был вынужден пропустить Royal Rumble и Elimination Chamber. 25 февраля на Smackdown появился легенда рестлинга Дасти Роудс. Он вышел после матча Мистерио на ринг и извинился за поведение сына, предлагая урегулировать конфликт. Но это оказалось подставой со стороны Коди, чтобы напасть на Рея и сорвать с него маску в качестве расплаты за травму. Спустя неделю Роудс бросил вызову лучадору на матч, и тот его принял. 
Также на главное шоу года был заявлен матч с участием селебрити. На RAW от 14 января в качестве приглашённой звезды появилась участница многих реалити-шоу MTV Николь «Снуки» Полицци. Между ней и Викки Герреро произошел конфликт за кулисами. На том же шоу Викки победила Триш Стратус при помощи Лэйкул (Мишель Маккул и Лейла). Наблюдавшая за матчем Снуки решила вмешаться, спровоцировав Маккул. Между Лейкул и Триш со Снуки завязалась драка. В конце концов Викки Герреро предложила провести межполовой матч на Реслмании. В нём должны были принять участие с одной стороны Лейкул и Долф Зигглер, и с другой — Джон Моррисон, Снуки и Триш Стратус. Вызов команда Снуки приняла.
Бой на Реслмании получили представители группировки Ядро. Бывшие представители Нексуса вступили в конфронтацию с Биг Шоу. Тот объединился с Кейном, чтобы противостоять группировке. Чуть позже они заручились поддержкой Сантино Мареллы и Владимира Козлова, которые боролись с Ядром за командные титулы. 2 апреля после матча на WrestleMania Axxess, группировка напала на Козлова, нанеся ему сюжетную травму. Его заменил Кофи Кингстон, недавно проигравший Интерконтинентальное чемпионство Уэйду Баррету.

## Результаты
| №                                                        | Результат | Тип матча                                                                        | Время |
| -------------------------------------------------------- | --- | -------------------------------------------------------------------------------- | ----- |
| Эксклюзивно для посетителей шоу перед началом трансляции | |                                                                                  |       |
| *                                                        | Шеймус (c) и Дэниел Брайан не выявили победителя                                                                             | Матч с «лесорубами» за титул чемпиона США                                        | 5:18  |
| *                                                        | В битве победил Великий Кали, выбив последним Шеймуса                                                                        | Королевская битва на 23 человека                                                 | 8:46  |
| Основное шоу                                             | |                                                                                  |       |
| 1                                                        | Эдж (c) (с Кристианом) победил Альберто Дель Рио (с Рикардо Родригесом и Бродусом Клэем)                                     | Одиночный матч за титул чемпиона мира в тяжёлом весе.                            | 11:20 |
| 2                                                        | Коди Роудс победил Рея Мистерио                                                                                              | Одиночный матч                                                                   | 12:00 |
| 3                                                        | Кейн, Биг Шоу, Сантино Марелла и Кофи Кингстон победили Ядро (Уэйд Барретт, Иезекиил Джексон, Джастин Гэбриел и Хит Слейтер) | Командный матч на 8 человек                                                      | 1:35  |
| 4                                                        | Рэнди Ортон победил СМ Панка                                                                                                 | Одиночный матч                                                                   | 14:47 |
| 5                                                        | Майкл Коул (с Джеком Суэггером) победил Джерри Лоулера в результате дисквалификации                                          | Одиночный матч со специально приглашенным рефери «Ледяной Глыбой» Стивом Остином | 13:45 |
| 6                                                        | Гробовщик победил Трипл Эйча                                                                                                 | Матч без дисквалификаций                                                         | 29:30 |
| 7                                                        | Джон Моррисон, Триш Стратус и Снуки победили Долфа Зигглера, Мишель Маккул и Лэйлу (c Викки Герреро)                         | Межгендерный командный матч три на три                                           | 3:17  |
| 8                                                        | Миз (с Алексом Райли) (c) победил Джона Сину                                                                                 | Одиночный матч за титул чемпиона WWE                                             | 19:47 |
| (c) — чемпион на момент поединка                         | |                                                                                  |       |

1. ↑  В матче также участвовали: Чаво Герреро, Крис Мастерс, Курт Хоукинс, Дэниел Брайан, Девид Харт Смит, Дрю Макинтайр, Эван Борн, Джей Усо, Джимми Усо, Джонни Кёртис, Джей Ти Джи, Марк Генри, Примо, Рон Киллингс, Тед Дибиаси, Тайсон Кидд, Трент Баррета, Тайлер Рекс, Уильям Ригал, Ёси Тацу и Зак Райдер.
2. ↑  Изначально Лоулер одержал победу болевым приёмом, но Анонимный генеральный менеджер RAW отменил результат матча и дисквалифицировал Джерри из-за вмешательства в матч Стива Остина.
3. ↑  Изначально матч завершился двойным отсчётом, но Дуэйн Джонсон на правах ведущего перезапустил поединок по правилам без дисквалификаций